# Langrolay-sur-Rance
Langrolay-sur-Rance (bret. Langorlae) – miejscowość i gmina we Francji, w regionie Bretania, w departamencie Côtes-d’Armor.
Według danych na rok 1990 gminę zamieszkiwały 584 osoby, a gęstość zaludnienia wynosiła 111 osób/km² (wśród 1269 gmin Bretanii Langrolay-sur-Rance plasuje się na 786. miejscu pod względem liczby ludności, natomiast pod względem powierzchni na miejscu 1008.).